# Octava División del Ejército Nacional
La Octava División del Ejército Nacional de Colombia es una unidad operativa mayor compuesta por tres brigadas y una Fuerza de Tarea, ubicadas en el oriente del país. Su sede se encuentra en Yopal (Casanare). Su actual Comandante es el Brigadier General Fabio Leonardo Caro Cancelado.

## Historia y jurisdicción
Creada en 2009, con sede en Yopal (Casanare), con jurisdicción en Arauca, Casanare, Vichada y Guainía; los municipios de Paya, Pisba y Cubará en Boyacá; además del corregimiento de Carimagua (Meta) y Samoré  (Norte de Santander). Esto corresponde a una extensión de 251 455 km², lo que equivale al 22 % del territorio nacional. Realiza Operaciones de protección de oleoductos e infraestructura petrolera, reforestación y cuidado del Medio Ambiente.

## Unidades

### Décima Sexta Brigada (Casanare)
Creada en 1992, conformada por:
1. Batallón de infantería no. 44 "Ramón Nonato Pérez" en Tauramena (Casanare).[7]
2. Grupo de Caballería Montado No. 16 "Guías del Casanare" en Yopal (Casanare).[8]
3. Batallón de Apoyo y Servicios para el Combate No. 16 "TE. William Ramírez Silva".[9]
4. Grupo de Acción Unificada por la Libertad Personal GAULA Casanare.
5. Batallón de Instrucción, Entrenamiento y Reentrenamiento No.16 de Cupiagua (Casanare).[10]

### Vigésima Octava Brigada (Vichada)
Creada en 1995, conformada por:
1. Batallón de infantería No. 43 “General Efraín Rojas Acevedo“ en Cumaribo (Vichada).
2. Batallón de Infantería No. 45 “General Próspero Pinzón” en Puerto Carreño (Vichada)
3. Batallón de Ingenieros No. 28 “Cr. Arturo Herrera Castaño” en Primavera (Vichada).
4. Batallón de Apoyo y Servicios para el Combate No. 28 “Bochica” en Puerto Carreño (Vichada).
5. Batallón de instrucción de la vigésima Octava Brigada de selva.
6. Batallón de Operaciones Terrestres No. 28 en Cumaribo (Vichada).

### Décima Octava Brigada (Arauca)
Creada en 1996, conformada por:
1. Grupo de Caballería Mecanizado No 18 “General Gabriel Reveiz Pizarro” en Saravena (Arauca) y Cubará (Boyacá).
2. Batallón de Ingenieros Militares No 18 “General Rafael Navas Pardo” en Tame (Arauca).
3. Batallón de Artillería No 18 “General José María Mantilla”en Cravo Norte (Arauca).
4. Batallón Especial Energético y Vial No 1 “General Juan José Neira Velázquez” en Arauquita (Arauca)
5. Batallón Especial Energético y Vial No 14 “Capitán Miguel Lara” en Arauca y Arauquita (Arauca)
6. Batallón Especial Energético y Vial No 16, “Lanceros del Pantano de Vargas” en Fortul (Arauca)
7. Batallón Especial Energético y Vial No 18, “General Eustorgio Salgar” en Cubará (Boyacá).
8. Batallón Especial Energético y Vial No 22 “Sargento Viceprimero José Wilber Cortés Viveros” en Tame (Arauca).
9. Batallón de Apoyo de Servicios para el Combate No 18 “Subteniente Rafael Aragona”
10. Batallón de Instrucción, Entrenamiento y Reentrenamiento No. 18 Manuel de Pombo
11. Grupo de Acción Unificada por la Libertad Personal GAULA Arauca.
12. Batallón de Fuerzas Especiales Urbanas No 8[12]

### Fuerza de Tarea Quirón
Creada en 2011, conformada por los Batallones de Operaciones Terrestres n.° 27 (Saravena y Fortul) , 29 (Arauquita y Fortul)  30 (Tame) y 47(Arauquita).